# Сарыгюль, Мустафа
Мустафа Сарыгюль (тур. Mustafa Sarıgül; 15 ноября 1956, Илич, провинция Эрзинджан, Турция) — турецкий писатель
, предприниматель и политик. Лидер турецкой Партии перемен (Türkiye Değişim Partisi).

## Биография
В детстве пас овец. После того, как его семья переехала в Стамбул, поступил на учёбу в Университет Мармара, окончил педагогический факультет. Затем руководил стамбульской транспортной компанией (İstanbul Elektrik Tramvay ve Tünel).
Сперва состоял в социал-демократической партии (Sosyaldemokrat Halkçı Parti, SHP). На парламентских выборах 1987 года, как член SHP, был избран самым молодым членом парламента Турции с рекордным результатом на выборах в городе Стамбуле.
В 1999—2002 годах был членом турецкой Демократической левой партии.
В 1999—2014 годах был мэром района Шишли в Стамбуле.

## Награды
- Командор ордена «За заслуги» (2004 год, Румыния)[2].

## Избранная библиография
- TBMM’de Bir Milletvekili
- İstanbul’da Direksiyon Sallamak